# Richard Niemi
Richard Gene Niemi (* 1941) ist ein US-amerikanischer Politologe. Seit 1976 ist er Professor für Politikwissenschaft an der University of Rochester. In seiner Forschung beschäftigt er sich schwerpunktmäßig mit Wahlverhalten und öffentlicher Meinung, politischer Bildung, der politischen Sozialisation im Jugendalter, sowie mit der Politik in den Bundesstaaten der Vereinigten Staaten.

## Werdegang
Niemi studierte Politikwissenschaft am Lawrence College und schloss dort 1962 mit einem Bachelor ab. Anschließend nahm er ein Promotionsstudium an der University of Michigan auf, wo er 1967 mit seiner Dissertationsschrift A Methodological Study of Political Socialization in the Family promoviert wurde.
Im selben Jahr erhielt er eine Stelle als Assistant Professor an der University of Rochester. 1971 wurde er dort auf eine Stelle als Associate Professor befördert, ehe er 1976 auf eine volle Professur an der Universität berufen wurde. 1989 bis 1990 war er zudem als Fellow am Center for Advanced Study in the Behavioral Sciences der Stanford University. Aufenthalte als Gastprofessor führten ihn zudem an die University of Iowa, die Universität Kōbe in Japan, sowie mehrfach an die Universität Lund in Schweden.
1982 erhielt er das Guggenheim-Stipendium. Seit 2002 ist Niemi korrespondierendes Mitglied der Finnischen Akademie der Wissenschaften sowie seit 2007 Mitglied der American Academy of Arts and Sciences.

## Werke (Auswahl)
- Mit M. Kent Jennings: The Political Character of Adolescence: The Influence of Families and Schools. Princeton University Press, 1974. (Reprint: 2016).
- How Family Members Perceive Each Other: Political and Social Attitudes in Two Generations. Yale University Press, 1974.
- Mit M. Kent Jennings: Generations and Politics: A Panel Study of Young Adults and Their Parents. Princeton University Press, 1981.
- Mit Bernard Grofman and Lisa Handley: Minority Representation and the Quest for Voting Equality. Cambridg University Press, 1992.
- Mit Jane Junn: Civic Education: What Makes Students Learn. Yale University Press, 1998. (Zweite Auflage: 2005).
- Mit John Carey und Lynda W. Powell: Term Limits in the State Legislatures. Michigan University Press, 2000.

Als Herausgeber:
- Mit Herbert F. Weisberg: Controversies in Voting Behavior. W.H. Freeman, 1976. (Fünfte Auflage: 2010).
- Mit Lawrence LeDuc und Pippa Norris: Comparing Democracies: Elections and Voting in Global Perspective. Sage, 1996. (Vierte Auflage: 2014).
- Mit Joshua J. Dyck: Guide to State Politics and Policy. Sage, 2013.